# But
But is een Frans historisch merk van wegrace-motorfietsen.
But International is eigenlijk een firma in elektrische huishoudelijke apparaten, maar door de sponsoring van Eric Offenstadts experimentele 350 en 500cc-wegracers in de jaren zeventig werd het bedrijf als motormerk min of meer bekend. De But-racemotor was niet succesvol, maar had wel een zeer innovatieve voorvork. Offenstadt had deze voorvork al in 1977 toegepast op zijn 500 cc HO-racemotor, die in wezen gelijk was aan de But.